# Crkva sv. Vida u Mraclinu
Naselje Mraclin kraj Velike Groice od svojih početaka bilježi crkvu u svome središtu - prvo posvećenu Sv. Spasitelju, potom Božanskoj Mudrosti, odnosno Sv. Sofiji i na posljetku 1695. godine Sv. Vidu. Prijašnje titulare navodi vizitacija drvene kapele iz veljače 1678. godine. Nije se mijenjao samo titular crkve i glavnoga oltara nego i bočnih. Bili su posvećeni sv. Trima kraljevima, sv. Katarini, Sv. Obitelji, a potom su se u novoj, zidanoj kapeli smjestili sv. Vid na glavnome oltaru i u bočnim kapelama sveti Florijan te sveta Ana s malom Marijom. Usporedno s brigom za vlastitu kapelu u prošlosti se Mraclinčani često javljaju kao majstori, donatori ili župnikovi saveznici u obnovi župne crkve, pa čak i u vrijeme gradnje vlastite, nove kapele.
Današnju crkvu Sv. Vida projektirao je Kosta Tomac (Sisak, 1854. – 1945.), a njegov je projekt odobren 31. srpnja 1893. godine. Gradnja je počela u srpnju 1894. godine. Prema izvještajima Župne spomenice, koja bilježi da je iste godine crkva bila pokrivena.

## Opis dobra
Crkva je smještena u središtu naselja. Sagrađena je 1894. godine kao neogotička jednobrodna građevina tlocrtno u obliku latinskoga križa prema nacrtima kraljevskog inženjera Koste Tomca. Prostor lađe podijeljen je na četiri traveja križnih svodova. Vanjštinom crkve dominira zvonik u središnjoj osi glavnoga pročelja, a perimetralne zidove podupiru koloristički istaknuti kontrafori. Glavni oltar sv. Vida te bočne oltare sv. Ane i sv. Florijana izradio je velikogorički stolar Strukelj.

## Zaštita
Pod oznakom Z-3763 zavedena je kao nepokretno kulturno dobro - pojedinačno, pravna statusa zaštićena kulturnog dobra, klasificirano kao "sakralna graditeljska baština".

## Poveznice
- Mraclin